# インド国立法科大学
インド国立法科大学（National Law School of India University / NLSIU, NLS）は、インドのベンガルール西部郊外にある法科専門の国立大学である。学部課程と大学院課程を開設している。1987年に設立された。

## 概要
インドでは、法曹教育は大卒後の職業訓練のように考えられてきた。伝統的な大学の法曹教育の質の低さを危惧した弁護士協会の会員数名は、1970年代から1980年代にかけて法曹教育の新しい組織を作ることを計画した。「法曹教育の標準設定者および大胆な実験場」として、インド国立法科大学は5年間の学士課程（法学学士, Legum Baccalaureus / LL.B.）とともに創立され、毎年80人の学生を募集することとなった。5年間の課程のうち、最初の2年は教養課程である。
大学院は経済法専攻と人権法専攻が開設されている。現在、他専攻の設立が検討されている。
通信教育も行なっている。

## 入学試験
全インド共通の入学試験が実施される。合格率は2%程度である。毎年5月の最初の日曜日に実施される。定員80名のうち、5名は留学生枠で、南アジア地域協力連合からの受け入れが促進されている。